# Bordeaux Open 1993
L'ATP Bordeaux 1993 è stato un torneo di tennis giocato sul cemento. È stata la 15ª edizione dell'ATP Bordeaux, che fa parte della categoria World Series nell'ambito dell'ATP Tour 1993. Il torneo si è giocato a Bordeaux in Francia, dal 13 al 19 settembre 1993.

## Campioni

### Singolare maschile
Sergi Bruguera ha battuto in finale  Diego Nargiso con il punteggio di 7–5, 6–2

### Doppio maschile
Pablo Albano /  Javier Frana hanno battuto in finale  David Adams /  Andrej Ol'chovskij con il punteggio di 7–6, 4–6, 6–3